# Finska djevica
Finska djevica (finski: Suomi-neito, švedski: Finlands mö) je nacionalno utjelovljenje finskog naroda i njihove zemlje, Finske, u obličju žene koja u ruci drži finsku zastavu.
Finska djevica prikazana je kao bosonoga žena u srednjim dvadesetima duge plave kose, plavih očiju i odjevena u finsku narodnu nošnju. U vrijeme svoga nastajanja, tijekom druge polovine 19. stoljeća, službeno se zvala Aura, prema rijeci Auri (Aurajoki) koja je prikazana u pozadini. Osim izlazećeg sunca, koje predstavljajući polarni dan nagoviješta napredak i bolju budućnost, u pozadini djevice nalaze se i crnogorične šume, simbol finske prirodne ljepote i njezinih šuma, te otoci unutar Baltičkoga mora.
Sam stav djevice upućuje na zemljopisni izgled Finske, a ispružena ruka pokazuje područja pripojena Rusiji (tada Sovjetskom savezu) tijekom Drugog svjetskog rata.

## Poveznice
- Finlandia - skladba Jeana Sibeliusa posvećena Finskoj
- Edvard Isto - finski slikar i autor Napada; slike na kojoj Finsku djevicu napada ruski orao
- Majka Svea - nacionalno utjelovljenje Švedske